# Caius Cestius Gallus
Caïus Cestius Gallus (mort vers 67) était un sénateur et un homme politique de l'Empire romain, consul suffect en 42. Son demi-échec contre Jérusalem, l'année de sa nomination, est abondamment décrit par l'historien Flavius Josèphe,.

## Famille
Son père homonyme, Caius Cestius Gallus, est consul ordinaire en 35.

## Biographie
Il fut légat de Syrie à partir de 63 ou 65, succédant au fameux général Corbulon. 
Il marcha sur la Judée en 66 afin de ramener le calme au début de la Grande révolte juive. Il réussit à conquérir Beït-Shéarim « la ville nouvelle » aussi appelée Bezetha, dans la vallée de Jezréel, siège du Sanhedrin à cette époque, mais fut incapable de reprendre le Temple de Jérusalem.  
Dans sa retraite, il fut écrasé à Beth-Horon par Eleazar ben Simon et perdit la presque totalité de sa légion, soit à peu près 5 300 légionnaires et 480 cavaliers. Il réussit à s'enfuir vers Antioche en sacrifiant la plus grande part de son armée et de ses équipements. 
Peu après son retour, il mourut (sans doute avant le printemps 67), et Licinius Mucianus lui succéda. 
L'empereur Néron donna à T. Flavius Vespasianus, le futur empereur Vespasien, la mission d'écraser la rébellion juive.

## Sources
- Tacite, Hist. v. 10, 13
- Suetone, Vespasian, 4
- Flavius Josèphe, Bell. Jud. ii. 14-20